# Hielich
Der Hielich ist ein alter Heischebrauch im Bergischen Land, bei dem die jungen Leute bei der Braut erscheinen und bewirtet werden möchten, nachdem sie zuerst ein Böllerschießen veranstaltet haben. Im Eifeler Raum nannte man den Brauch Hillich. Dort wandten sich die Vertreter eines Junggesellenvereins an die Hochzeitsgesellschaft einer aus ihrem Ort stammenden Braut und begehrten von dieser die Zahlung von Geld. Bekannt ist auch die Bezeichnung Hieling.

## Geschichte
Das Wort Hielich stammt aus dem Mittelhochdeutschen (hiuleich oder hîleich) und steht zunächst mit der Silbe leich für ein Lied, das die Junggesellen bei ihrem Erscheinen sangen. Die Silbe hie steht für die Vermählung selbst.
Vor oder nach dem ersten Aufgebot wurde an Stelle einer Verlobungsfeier der Hielich begangen. Dabei handelt es sich um ein für Köln bereits um 1300 bezeugtes Brauchtum, das vereinzelt noch in den 1950er Jahren im Bergischen Land und in der Eifel anzutreffen war. Zum Hielich wurde von einem jungen Burschen eingeladen. Er trug dabei einen langen schwarzen Stock, der mit bunten Bändern geschmückt war. Vor jedem Haus hielt er an und lud die jungen Leute mit den Worten ein: „fröh kummen on lang doblieven“ (früh kommen und lange dableiben). Der Hielichsabend wurde sodann mit Schüssen und Böllern aus allerlei Geräten begangen. Besonders beliebt waren Milchkannen, die mit Karbid und Wasser geladen wurden. Der Deckel hing an einer Kette, die im Boden verankert oder an einem Baum befestigt war, damit er beim Schuss nicht in der Dunkelheit verloren ging. Am Boden der Kanne befand sich ein Loch. Wenn das sich in der Kanne bildende Gas (Acetylen) austrat, hielt man eine brennende Lunte an das Loch, und der Schuss ging los. Anschließend wurden die jungen Leute ins Haus oder in den Hof eingeladen, wo sie zu Ehren des Brautpaars und natürlich auch auf deren Kosten aßen, tranken und tanzten bis in den frühen Morgen hinein.
Dieses Brauchtum ist seit der Mitte des 20. Jahrhunderts verloren gegangen. An seine Stelle ist später der Polterabend getreten.

## Besonderheiten in der Eifel
Am Hillich-Abend zogen die Junggesellen vor das Haus der Braut, um dort mit Krach und Gesang auf sich aufmerksam zu machen. Die Lieder handelten meist von enttäuschter Liebe und beklagten die Tatsache, dass das Mädchen nicht einen der Ihren erwählt hatte.
In manchen Gegenden der Eifel wurde Lärm vornehmlich durch das Schleifen von Sensenklingen an drehenden, eisenbeschlagenen Wagenrädern erzeugt, deshalb sprach man auch vom Hillich-Schleifen oder nur kurz Schleifen für die Hillich selbst. Zu diesem Zweck wurde ein Wagen aufgebockt. An den Wagenrädern befestigte man Seile oder Ketten und brachte damit das Rad in Schwung. Beliebt und effektiv waren auch das Anschlagen von auf dem Boden liegenden Sägeblättern mit Hämmern. Mancherorts geben die Hillich-Jungen ein Weinen vor, indem sie in hohen Tönen der Trauer Ausdruck verliehen, die begehrenswerte Braut nicht bekommen zu haben.